# Кипчак (Ленинский район)
Кипча́к  (укр. Кипчак, крымскотат. Qıpçaq, Къыпчакъ) — исчезнувшее село в Ленинском районе Республики Крым, располагавшееся на северо-западе района и Керченского полуострова, в маловодной Коджаларской балке (другое название — балка Семь Колодезей), включённое в состав Калиновки, сейчас, примерно, северо-восточный район села.

## История
Первое документальное упоминание села встречается в Камеральном Описании Крыма… 1784 года, судя по которому, в последний период Крымского ханства Капчак входил в Арабатский кадылык Кефинского каймаканства.
После присоединения Крыма к России (8) 19 апреля 1783 года, (8) 19 февраля 1784 года, именным указом Екатерины II сенату, на территории бывшего Крымского Ханства была образована Таврическая область и деревня была приписана к Левкопольскому, а после ликвидации в 1787 году Левкопольского — к Феодосийскому уезду Таврической области. После Павловских реформ, с 1796 по 1802 год, входила в Акмечетский уезд Новороссийской губернии. По новому административному делению, после создания 8 (20) октября 1802 года Таврической губернии, Кипчак был включён в состав Парпачской волости Феодосийского уезда.
По Ведомости о числе селений, названиях оных, в них дворов… состоящих в Феодосийском уезде от 14 октября 1805 года, в деревне Кипчак числилось 9 дворов и 68 жителей. На военно-топографической карте генерал-майора Мухина 1817 года деревня Копчак обозначена также с 9 дворами. После реформы волостного деления 1829 года Стабал Кипчак, согласно «Ведомости о казённых волостях Таврической губернии 1829 года», отнесли к Агерманской волости (переименованной из Парпачской). На карте 1836 года в деревне 8 дворов, а на карте 1842 года Кипчак обозначен условным знаком «малая деревня», то есть, менее 5 дворов.
В 1860-х годах, после земской реформы Александра II, деревню приписали к Арма-Элинской волости. Согласно «Памятной книжке Таврической губернии за 1867 год», деревня Стабан Кетчак была покинута жителями в 1860—1864 годах, в результате эмиграции крымских татар, особенно массовой после Крымской войны 1853—1856 годов, в Турцию и заселена частью русскими из разных мест. Согласно «Списку населённых мест Таврической губернии по сведениям 1864 года», составленному по результатам VIII ревизии 1864 года, Стобан-Кипчак — владельческий русский хутор с 3 дворами и 18 жителями близ морскаго берега. По обследованиям профессора А. Н. Козловского начала 1860-х годов, в селении вода в колоцах солёная и годна лишь для животных, «людюми же в пищу не употребляется». На трёхверстовой карте Шуберта 1865—1876 года в деревне Кипчак также обозначено 3 двора. По «…Памятной книжке Таврической губернии на 1892 год» в безземельной деревне Старый Кипчак Петровской волости, не входившей ни в одно сельское общество, жителей и домохозяйств не числилось. Впоследствии, видимо, было поглощено селом Корпе и в дальнейшем название не встречается.